# Alexandra Iordache
Alexandra Iordache (* 19. Juni 2003 in Bukarest) ist eine rumänische Tennisspielerin.

## Karriere
Iordache begann mit sieben Jahren das Tennisspielen und bevorzugt Sandplätze. Sie spielt bislang ausschließlich Turniere der ITF Women’s World Tennis Tour, wo sie aber noch keinen Titel gewinnen konnte.
2015 erreichte sie das Halbfinale der U12 der Hungarian Open, wo sie gegen Kiara Tóth mit 1:6 und 1:6 verlor.
2019 wurde Iordache im Januar rumänische Hallenmeisterin der U16.
2022 trat sie mit ihrer Partnerin Carmen Andreea Herea bei den Brașov Open im Doppel an. Die beiden verloren aber bereits ihr Auftaktmatch gegen Océane Babel und Lucie Nguyen Tan mit 4:6 und 1:6.
2023 qualifizierte sie sich für das Hauptfeld im Dameneinzel der Magic Tours, wo sie aber in der ersten Runde gegen Lexie Stevens mit 2:6 und 1:6 verlor. Im Doppel rutschte sie als Alternate mit ihrer Partnerin Beatrice Laura Pirtac ins Hauptfeld, wo die beiden aber in der ersten Runde gegen Denislawa Gluschkowa und Gebriela Michajlowa mit 2:6 und 0:6 verloren.
Wegen Manipulation eines Matches wurde Iordache 2025 für zwei Jahre gesperrt.